# Wilhelm Pinnecke
Wilhelm Pinnecke (* 28. Mai 1897 in Honnef; † 12. März 1938 in Alcaila, Spanien) war ein deutscher Politiker (KPD). Vom 30. August 1932 bis zum 1. Februar 1933 war er Mitglied des Reichstages.

## Leben
Der Sohn eines Schneiders trat Anfang der 1920er Jahre in die KPD ein und übernahm rasch die Leitung der Ortsgruppe. Im Mai 1924 wurde er in die Stadtverordnetenversammlung und den Kreistag gewählt. Im Dezember 1924 erfolgte seine Verhaftung wegen Hochverrats. Bei den Separatistenkämpfen im Siebengebirge im November 1923 soll eine von den Kommunisten gebildete „proletarische Hundertschaft“ beteiligt gewesen sein. Ob eine Einheit tatsächlich bestanden hat oder nur einzelne Kommunisten bewaffnet gewesen waren, ist nicht zu klären. Das Reichsgericht in Leipzig verurteilte Pinnecke als führende Person zu zwei Jahren Gefängnis. Im Oktober 1927 wurde er aus dem Gefängnis entlassen und konnte seine Mandate wieder übernehmen. Im Mai 1928 war er Kandidat der KPD für einen Sitz im preußischen Landtag, konnte aber das Mandat nicht gewinnen. Zu diesem Zeitpunkt arbeitete er zusammen mit Ismar Helborn und Arthur May als Redakteur der Tageszeitung Sozialistische Republik, die in Köln für den KPD Bezirk Mittelrhein herausgegeben wurde. Er wurde bei den Reichstagswahlen im Juli und November 1932 für den Wahlkreis Köln-Aachen in den Deutschen Reichstag gewählt.
Im Januar 1933 war er einer der Sprecher auf dem Fünf-Länder-Treffen der KPD in Honnef, an dem ca. 5.000 Personen teilnahmen. Nach der Machtübernahme durch die Nationalsozialisten tauchte er unter, um der Verhaftung zu entgehen. Die Bezirksleitung entschied sich trotz der Massenverhaftungen im Februar/März 1933 in Köln zu verbleiben. Pinnecke übernahm die Funktion des Politischen Leiters. Während einer neuen Verhaftungswelle im Sommer 1933 entschloss sich Pinnecke aus Sicherheitsgründen sein Quartier hinter die deutsch-niederländischen Grenze zu verlegen. Die Berliner Parteiführung, die mit einem baldigen Zusammenbruch des NS-Regimes rechnete und rechtzeitig auf den Plan treten wollte, sah darin einen Akt der Feigheit und setzte Pinnecke ab. Er war weiterhin in den Niederlanden für die Partei tätig. Nach Ausbruch des Spanischen Bürgerkrieges kämpfte er gegen die Franco-Truppen und kam dort 1938 ums Leben.